# Петченко Йосип Тихонович

Пе́тченко Йо́сип Ти́хонович, в Указі ПВР СРСР про присвоєння звання Героя Радянського Союзу помилково — Педченко (7 вересня 1901 — 5 серпня 1976) — радянський військовик часів Другої світової війни, навідник міномету 3-ї мінометної роти 992-го стрілецького полку 306-ї стрілецької дивізії, червоноармієць. Герой Радянського Союзу (1944).

## Біографія
Народився 7 вересня 1901 року в місті Балаклія Зміївського повіту Харківської губернії Російської імперії (нині — районний центр Харківської області України) в робітничій родині. Українець. Отримав початкову освіту.
Працював різноробом, кочегаром на Ізюмському паровозоремонтному заводі, робітником відновлювального потягу в Балаклії.
У 1920–1924 роках проходив війському службу в РСЧА у складі залізничного полку. Вдруге призваний до Червоної армії Балаклійським РВК 29 вересня 1943 року. Воював на Калінінському, 1-у та 2-у Прибалтійських і Ленінградському фронтах.
Особливо навідник міномету 3-ї мінометної роти 992-го стрілецького полку 306-ї стрілецької дивізії червоноармієць Йосип Тихонович Петченко відзначився під час форсування річки Західна Двина поблизу села Шарипіно. 24 червня 1944 року власноруч виготовив із підручних матеріалів плот, завантажив на нього сталевий трос і вплав, штовхаючи поперед себе плот, попри сильну течію і щільний вогонь супротивника, дістався правого берега. закріпивши трос на камінь, зайняв оборону й вогнем з автомата прикривав переправу кулеметної роти.
З листопада 1944 року й до кінця війни — прапороносець полку. Член КПРС з 1945 року. Учасник Параду Перемоги на Красній площі в Москві 24 червня 1945 року.
Після демобілізації у 1945 році старшина Петченко Й. Т. повернувся до рідної Балаклії. Працював на молочному заводі. Помер 5 серпня 1976 року.

## Нагороди

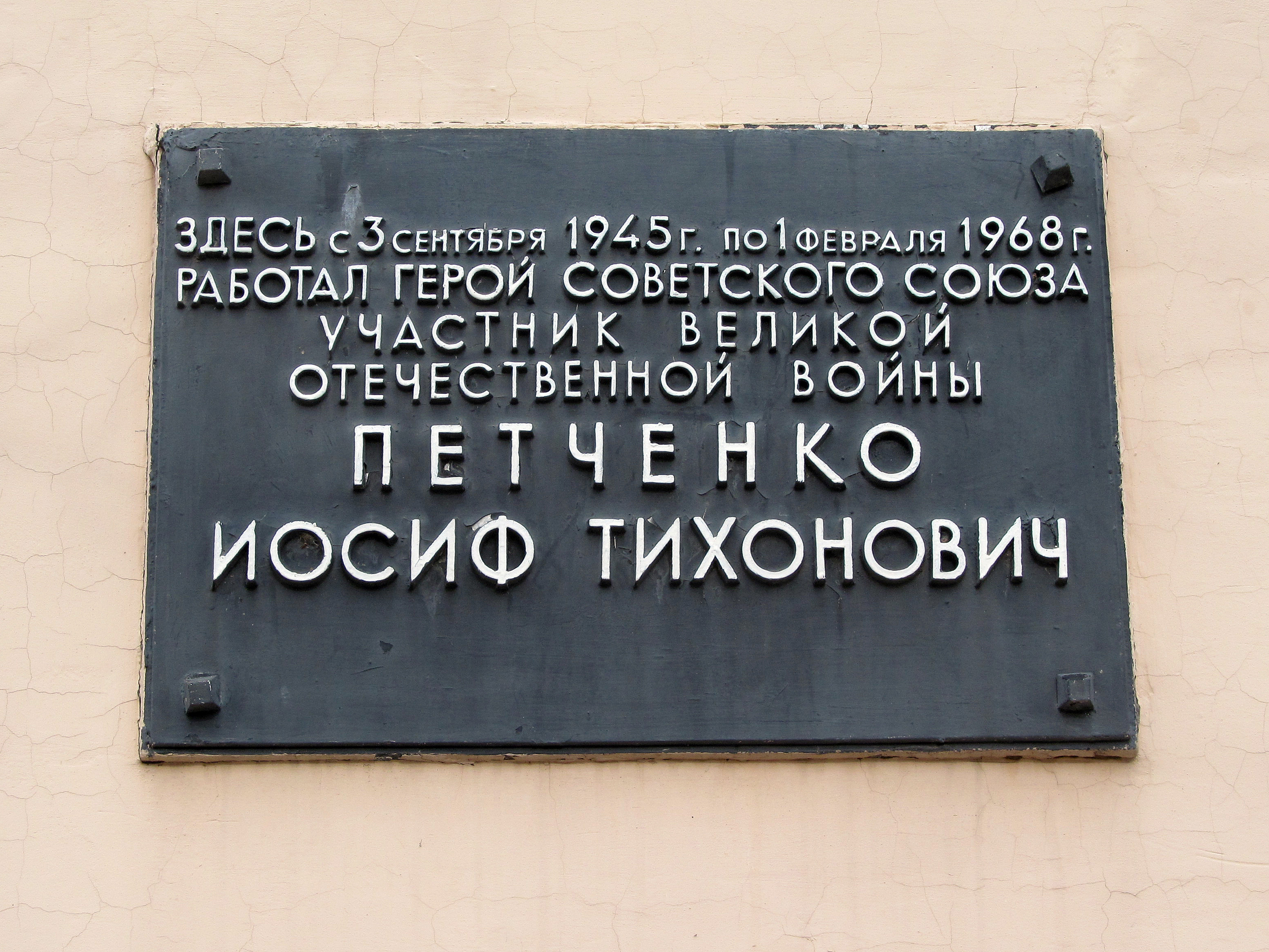
Меморіальна дошка, присвячена Йосипу Петченку.
М. Балаклія, вул. Стадіонна, 1, Балаклійський ремонтний завод

Указом Президії Верховної Ради СРСР від 22 липня 1944 року за
зразкове виконання бойових завдань командування і проявлені при цьому мужність і героїзм червоноармійцеві Петченку Йосипу Тихоновичу присвоєне звання Героя Радянського Союзу з врученням ордена Леніна і медалі «Золота Зірка» (№ 4153).
Також нагороджений кількома медалями, серед яких і медаль «За відвагу» (27.05.1945).